# COROT-7

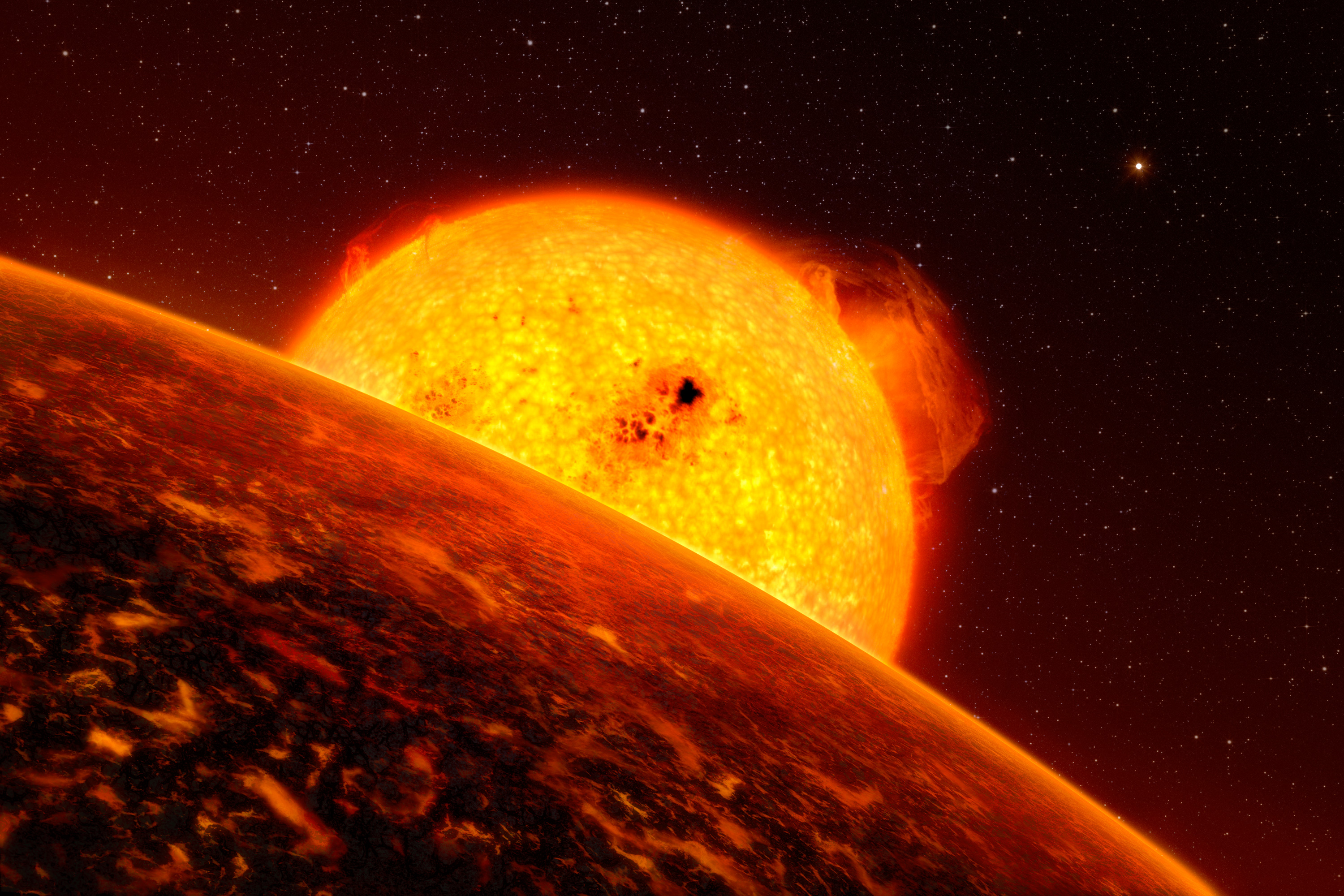
COROT 7의 상상도.

COROT-7 (TYC 4799-1733-1)은 겉보기 등급 11.7의 G형 주계열성으로, 외뿔소자리 방향으로 지구로부터 약 489 광년 떨어진 곳에 있다. 이 별의 분광형은 태양과 같은 G이지만, G형 중에서 가장 차가운 분류에 속한다.

## 위치 및 물리적 특징
COROT-7은 COROT 계획에서 LRa01이라는 이름의 영역에 자리 잡고 있는데, 이 영역은 외뿔소자리와 겹친다. COROT-7에 대해 기록한 논문에 따르면 이 별의 분광형은 G9 V에 표면 온도는 약 5,275 켈빈, 반지름은 태양의 약 87 퍼센트, 중원소 함량은 태양의 93 ~ 123퍼센트(중간 값 약 107 퍼센트)에 이른다. 지구로부터 약 150 파섹 떨어진 곳에 있으며 나이는 12 ~ 23억 살 정도로 태양보다 훨씬 더 젊다.
이 별은 성진학적 차원에서 활발한 활동을 보여주는데, 항성의 활발한 활동은 그 항성 주위를 도는 행성을 발견하기 어렵게 만든다.

## 행성계
2009년 이 별 주위에서 슈퍼지구로 추정되는 COROT-7b와 COROT-7c가 함께 발견되었다. COROT 프로그램을 통해 행성이 항성 앞을 지나가면서 빛을 가리는 현상을 이용하여 발견되었다.
| 동반 천체 (가까운 천체순) | 질량 (ME) | 공전주기 (일)       | 공전궤도 반지름 (AU) | 이심률 |
| ------------------------- | --------- | ------------------- | -------------------- | ------ |
| COROT-7b                  | 4.8 ± 0.8 | 0.853585 ± 0.000024 | 0.0172 ± 0.00029     | 0      |
| COROT-7c                  | 8.4 ± 0.9 | 3.698 ± 0.003       | 0.046                | 0      |

## 참고 문헌
1. 1 2 3 4 5 6 7 8 9 10 11 12  A. Léger, D. Rouan 외 (2009). “Transiting exoplanets from the CoRoT space mission VIII. CoRoT-7b: the first Super-Earth with measured radius”. 《Astronomy and Astrophysics (accepted)》.
2. 1 2  Rouan 연구진 (2009년 2월 3일). “CoRoT-exo-7b Has CoRoT discovered the first transiting Super-Earth around a main sequence star?” (PDF). Corot Symposium - Paris. 2011년 7월 20일에 원본 문서 (PDF)에서 보존된 문서. 2012년 1월 5일에 확인함.
3. ↑  “CoRoT-Exo-7b: Confirming the first transiting rocky planet”. 2009년 5월 12일에 확인함.[깨진 링크(과거 내용 찾기)]
4. ↑  Queloz, D., Bouchy, F. 외 (2009). “The CoRoT-7 planetary system: two orbiting Super-Earths” (PDF). 《Astronomy and Astrophysics》. doi:10.1051/0004-6361/200913096.
5. ↑  “Super-Earth found! The smallest transiting extrasolar planet ever discovered”. 파리 천문대. 2009년 2월. 2009년 9월 23일에 원본 문서에서 보존된 문서. 2009년 2월 4일에 확인함.
6. ↑  이 값은 COROT-7b와 c가 같은 공전면 위에 있다고 가정하여 나온 것이다.